# Parafia św. Małgorzaty Szkockiej w Seattle
Parafia św. Małgorzaty Szkockiej w Seattle (ang. St. Margaret of Scotland Parish) – parafia rzymskokatolicka położona w Seattle w stanie Washington w Stanach Zjednoczonych.
Jest ona wieloetniczną parafią w archidiecezji Seattle, z mszą św. w j. polskim dla polskich imigrantów.
Nadzór klerycki nad parafią ma Towarzystwo Chrystusowe dla Polonii Zagranicznej.
Parafia została poświęcona św. Małgorzacie Szkockiej.

## Historia
W 1910 roku, Ojcowie Redemptoryści założyli misję która obsługiwała parafię Najświętszego Serca przy Warren Avenue N., w pobliżu obecnego Seattle Center. Kościół ten został wybudowany wkrótce potem przy West 14th Avenue i West Bertona, a następnie, w 1914 roku, został przeniesiony na obecne miejsce.
W 1923 roku, parafia założyła szkołę, która została zamknięta w 1971 roku. Na jej miejscu, w 1977 roku, w sąsiedztwie kościoła, powstał ogród, nazwany Corboy Park, na cześć długoletniego proboszcza tej parafii.
Jednak początek stałej opieki duszpasterskiej dla Polonii datowany jest od 1983 roku.
Duży napływ z Polski tak zwanej fali solidarnościowej spowodował, że ks. Mieczysław Szwej S.Ch. dojeżdżał w każdą niedzielę po południu do Seattle, z parafii Świętych Apostołów Piotra i Pawła w Tacoma. Pierwsza msza św. była celebrowana w Domu Polskim, a potem już na stałe w kościele Św.  Brygidy. Jesienią 1988 roku, ks. Mieczysław Szwej S.Ch. został przeniesiony do Kanady, a jego miejsce zajął ks. Józef Calik S.Ch. Rozpoczęto zbierać funduszy na polski kościół.
W sierpniu 1992 roku, Arcybiskup Seattle, Thomas Murphy, wysłuchał próśb Polaków o miejsce dla odprawiania mszy św. w j. polskim, i przydzielił im zaniedbany kościół św. Małgorzaty Szkockiej.
6 września 1992 roku, pierwszą Mszę św., w odremontowanym kościele, odprawił Przełożony Generalny Towarzystwa Chrystusowe dla Polonii Zagranicznej ks. Bogusław Nadolski S.Ch. z Poznania, w towarzystwie ks. Prowincjała Tadeusza Winnickiego i ks. Józefa Calika S.Ch., którego Arcybiskup Seattle mianował kapelanem dla Polaków z prawami proboszcza.
19 stycznia 2004 roku, po krótkiej chorobie, niespodziewanie umiera ks. Józef Calik S.Ch. Po śmierci wieloletniego proboszcza, przez kilka miesięcy, obowiązki proboszcza piastował ks. Stanisław Kuczaik S.Ch., a od października 2004, proboszczem został ks. Stanisław Michałek S.Ch.
Kościół ten jest jednym z najmniejszych i najstarszych katolickich kościołów w Seattle.

Za kościołem jest kamienne sanktuarium wzniesione przez imigrantów polskich i oddane w 1993 roku.